# آنلینی

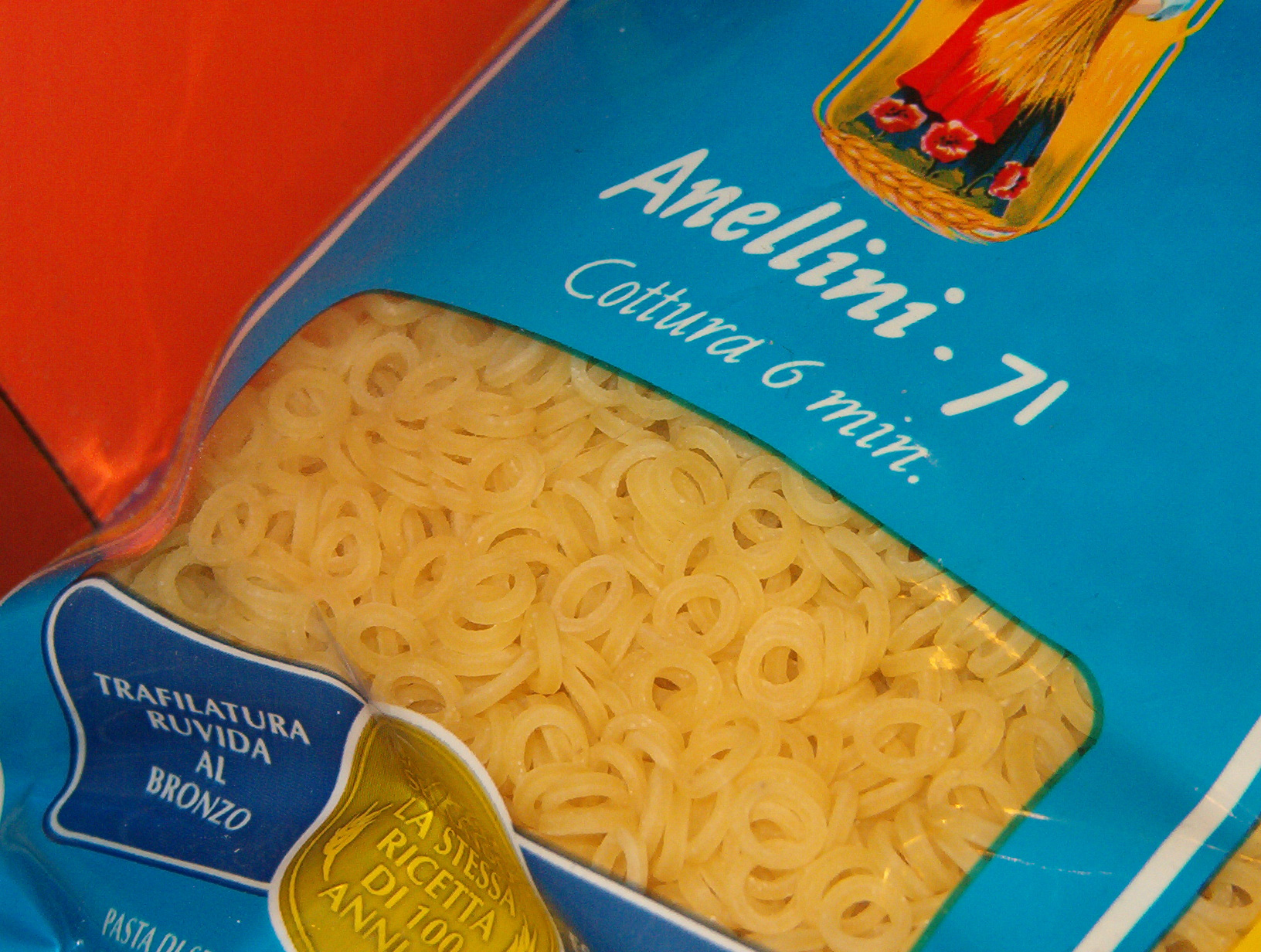
یک بسته پاستای آنلینی

آنِلینی (به ایتالیایی: Anellini) به‌معنای حلقه‌های کوچک نوع کوچکتری از پاستای حلقه‌ای‌شکل آنلی است که تقریباً یک‌چهارم آن اندازه دارد. برای تهیهٔ خمیر این پاستا از آرد دوروم و آب استفاده شده و حلقه‌های ساخته‌شده معمولاً در آب گوشت پخته می‌شوند.
تولیدکنندگان پاستا در جنوب ایتالیا دست کم تا سال ۱۹۳۰ انواع مختلفی از این پاستا را همچون آنلینی‌های ضخیم و نازک و کنگره‌دار و ساده تولید می‌کردند که هنوز هم برخی از آنان در جنوب ایتالیا فروخته می‌شود. در آپولیا این پاستا چِرکیونِتی نامیده می‌شود که برگرفته از نام نوعی گوشواره با عنوان چِرکیتی آ کامپانلا به‌معنای حلقه‌های زنگ‌مانند است. کودوریته نیز نوع دیگری از آنلینی آپولیایی است که حلقه‌ای شکل بوده و نامش برگرفته از نوعی دوناتِ عید پاک با عنوان کودورا است.
زمان پخت پاستای آنلینی بین ۶ تا ۸ دقیقه است و از آن در انواع سوپ و سالاد می‌توان استفاده نمود.